# Kaspersky Lab
Касперски лаб или Лабораторија Касперски (енгл. Kaspersky Lab, рус. Лаборатория Касперского) међународна је компанија која се бави производњом система за заштиту софтвера и послује у скоро 200 земаља и територија широм света. Седиште компаније налази се у Москви, док има и холдинг компанију регистровану у Уједињеном Краљевству. "Касперски лаб"  тренутно запошљава  више од 2,850 квалификованих професионалаца. Ова компанија има своје канцеларије у 30 земања, а њене производе и технологију користи преко 300 милиона корисника и преко 250 000 корпоративних клијената широм света. Компанија је посебно фокусирана на велика предузећа и мале и средње бизнисе.
Касперски лаб нуди низ безбедносних производа, као што су антивируси и заштитни зидови, а поред њих дизајнирају безбедносне системе за мале бизнисе, корпорације и велика предузећа. Решења за корпорације укључују заштиту радних станица, фајл сервера, сервера поште, капија плаћања, банкарске сервере, мобилне уређаје и интернет портале.
Касперски заузима четврто место на светској ранг листи произвођача антивирусних програма. Ово је прва руска компанија укључени у рејтинг највећих светских софтверских комппанија, под називом Софтверских топ 100 (Касперски лаб је 79. на листи од 29. јуна 2012). Касперски лаб заузима 4. место у категорији Ендпоинт секјурити, према подацима IDC за 2010. годину. Према подацима компаније Гартнер, Касперски лаб је тренутно трећи по величини произвођач ИТ безбедносних софтвера у свету и пети по величини произвођач Ендпоинт софтверске заштите.

## Конкуренти
Касперски лаб се у антивирус индустрији такмичи са компанијама као што су: Аваст, АВГ, Авира, Бит заштитник, Булгард, ЕСЕТ, Ф секјур, Фриск, Г дата, Макафи, Панда секјурити, Софос, Симантек и Тренд микро.

## Историја
Први производ, Касперски антивирус, издао је Јевгениј Касперски средином 1997. године.
У 2006. години Касперски лаб је била рангирана прва на ранг листи најбрже растућих интернет безбедносних софтвера у Сједињеним Државама, на основу података DNP групе за продају.

## Производи
- Касперски тотал секјурити је најобимнији безбедносни софтвер ове компаније.
- Касперски антивирус је антивирус, антималвер апликација за Windows, без мрежне заштите или функцијнолности заштитног зида.[7]
- Касперски интернет секјурити представља интегрисани скуп средстава за заштиту корисника интернета на Windows-у, који штити од вируса, спајвера, спамова, роткита, рекламних банера и мрежних напада.[8] Он такође садржи потпуно функционалан Заштитни зид са контролом мрежног приступа појединачне апликације.
- Касперски интернет секјурити за Андроид је интегрисани скуп алата за заштиту корисника интернета на андроид мобилним уређајима, који штити од вируса и злонамерних напада.[9] Она садржи посебне функције за мобилне кориснике, као што су заштита од крађе, даљинско закључавање уређаја, одређивање географског положаја, и даљинско брисање података.[9]
- Касперски интернет секјурити за Мек је антивирус и антималвер апликације за Мек OS X рачунаре, који штити од вируса, Тројанаца, црва, спајвера и адвера.[10] Он такође блокира мрежне нападе.
- Касперски ендпоинт секјурити је интегрисано дигитално безбедносно решење за предузећа, која штити уређај под оперативним системом Windows, Мек OS X или Линукс од злонамерних програма и других претњи.[11] Он је контролисан централно од стране онлајн конзоле за управљање и његове клијентске апликације су дизајнирани за десктоп  као и за серверске уређаје.[11] Она  садржи функције за даљинско управљање, даљинско распоређивање и у њу је укључена јака криптографија за  шифровање података, са енкрипцијом на нивоу датотеке (fle) и нивоу диска (fde).[11] Он садржи посебне функције за мобилне уређаје, што вам омогућава раздвајање корпоративне и личне податке те обухвата функције за заштиту од крађе.[11]
- Касперски менаџер лозинки безбедно складишти лозинку  и аутоматски бележи корисника на познатим локацијама. Он такође аутоматски попуњава веб-обрасце помоћу алгоритма учења, и лозинке синхронизује са више повезаних корисничких уређаја.[12] Бесплатна верзија је доступна са лимитом од 15 лозинки.
- SecureList.com је портал за безбедност рачунара коју води Касперски лаб, која је посвећена информисању јавности о различитим аспектима безбедности на интернету. Портал у себи има и Енциклопедију вируса која садржи информације о различитим врстама злонамерних програма у рачунар.
- Касперски секјурити за поштанске сервере је антималвер и антиспам апликација, која се налази на мејл серверу. Она пружа заштиту тако што уклања штетне е-мејлове и прилоге, пре него што дођу до крајње тачке, као што су телефон, десктоп клијента и веб-мејл сервиса.[13]

## Независне процене
Антивирус тест група АВ компаритивс дао је за Windows XP верзију Касперсковог АВ Напредан+ (највиши)  рејтинг Фебруара 2008. на свом он-деманд тесту за детекцију  (четврти највиши ниво детекције међу 16 тестираних производа). Међутим, у Ретроспективном/Проактивном тесту маја 2008. године, Касперски је добио "Стандард-рејтинг", откривајући 21% нових злонамерних програма, са 1-месечним потписима и добија значајан број лажних узбуна.
Заштитни зид укључен у Касперски Интернет Секјурити верзију ј7.0 је добио „врло добар” рејтинг у Матусек фајервол челенџу, са резултатом 85%. Касперски Антивирус 7.0 је постигао резултат од 6.5 од 8 на „Антималвер лабс”  тесту. Он је такође достигао резултат 31 од 33 на откривању полиморфних вируса, и резултат од 97% на тесту само-протекције .
У 2007. години Касперски интернет секјурити 7 је добио награду британског магазина PC Pro, а такође је заузела место на А листи у истом магазину.
Касперски је прошао већину „Билтен вирус” упоредних тестова од августа 2003. године (пао на само 8 од 54 теста). У 2005. години, према подацима магазина PC World, Касперски антивирус софтвер нуди брзе исправке за нове вирусе и претњи безбедности у индустрији.
У PC World  часопису из марта 2010. у поређењу безбедносних софтвера за потрошаче, Касперски интернет секјурити 2010 добио је 4,5 од 5 звездица. У Децембру 2011. Касперски је добио највећи ранкинг од стране AB компаритивс на њиховом годишњем  извештају и добио признање као „производ године”.
Дана 1. фебруара 2012. године, Касперски интернет секјурити је добио АБ тест награду за најбољу поправку 2011, награда у области производа за приватног корисника од АВ-тест института. 28. јануара 2013, "Касперски Ендпоинт Секјурити" зарадио је АВ-тест награду за најбољу заштиту 2012. и АВ тест награду за најбољи поправке 2012 награда у области корпоративних производа од АВ-тест Института.
Касније у 2013., Касперски је добио награду производ године од AВ компаритивса и највиши резултат за корпорацијска решења од стране Денис текнолоџи лабса.
Касперски је такође добио сертификат својих производа кроз OESIS ОК програм сертификације, која проверава да ли су апликације компатибилне са технолошким солуцијама, као што су НАЦ и ВПН са SSL енкрипцијом производа од компаније Циско, F5 мреже, и други.

## Партнерства
Касперски Антивирус такође подржава производе или солуције других  произвођача, као што су Чекпоинт, Блукоут, Џунипер нетворкс, Мајкрософт форфронт, Нетинтелиџенс, Клирсвифт, ФронтБриџ, Нетаск, Веџ Нетворкс и други. Укупно више од 120 компанија баве лиценцирањем технологије из Касперски лаба. Касперски лаб такође има велики број партнерства са различитим технолошким компанијама.
 Међународно Мултилатерално партнерство против сајбер претњи, где Датук Мохд Нур Амин делује као председник, најавио је именовање Харија Цхеунга (генералног директора Касперски лаба) на место Амбасадора добре воље за Велику Кину.
Касперски лаб покреће неколико глобалних спонзорства, на пример, Скудериа Ферари рејсинг тим и географских експедиција.

## Парнице
У мају 2007. године, адвер дистрибутер  Заngo тужио је Касперски лаб, оптужујући га за клевету тиме што су блокирали инсталацију zango софтвера. У августу, суд је пресудио да   чин о пристојности у комуникацији даје имунитет Касперски лабу.
Касперски активно штити себе од тзв. патентних тролова.

## Спорови
У марту 2015. године агенција Блумберг је оптужила Касперски лаб да имају блиске везе са руском војском и обавештајним званичницима. У 2007. години, сама компанија ово потврђује у својој јапанској рекламној кампањи са слоганом Стручњак за криптографију из КГБ-а. Ту продајну тактику, идеју локалног партнера на територији, „брзо је уклонила централа Касперског”. Међутим, Касперски је и сам дипломирао на Академији ФСБ, која је раније била под окриљем КГБ-а. Касперски је оштро критиковао оптужбе у свом блогу, називајући чланак „сензационалистичким” и оптужује га за „експлоатисање параноје”, да би „проширили круг читалаца”, али није јасно да ли су ове тврдње истините или не.
У августу 2015. године , агенција Ројтерс је објавила извештај, цитирајући двоје анонимних бивших запослених у Касперски лабу, оптужујући Касперски лаб да намерно стварају лажне малвер отиске у покушају да преваре конкуренцију да категоризују чисте датотеке као заражене. Према анонимним изворима, отисци су створени током деценија, са повећањем активности од 2010. године, од којих су многи наводно увезени на ВирусТотал. Касперски лаб је негирао оптужбе; у свом личном блогу Јевгениј Касперски је упоредио оптужбе са недоказаним теоријама завере. Ројтерс је пропратио свој извештај са процурелим е-мејловима Касперског који алудира на „лажњаке” и „изгуравање” интернационалне конкуренције; Касперски лаб је окарактерисао мејлове као „нелегитимне и набављене од анонимних извора са скривеним намерама”.

## Открића

### Пламен малвер
У мају 2012. године Лабораторија Касперски открила је малвер пламен, које је истраживач описао као потенцијално „најсофистицираније сајбер оружје до сада”. По речима истраживача Касперски лаба, злонамерни програм је заразио око 1000 до 5000 рачунара широм света . Касперски лаб је био замољен да истражи извештај Међународне уније телекомуникација о наводном вирусу који је заразио рачунаре иранског Министарства нафте. Када су истражили случај, открили су МД5 хеш и име датотеке, који се појавио само на машинама купаца из земаља блиског и средњег истока. Након откривања више примера вируса, истраживачи су назвали овај малвер „пламен” по имену једног од његових модула.

### Еквејшон груп
На скупу аналитичара за безбедност на највишем нивоу, који је одржан у Мексику, 16. фебруара 2015. године, Касперски лаб објавио је своје откриће једначина групе. Према извештају Касперски лаба, група је активна минимум од 2001. године, са више од 60 чланова. Малвер програм, који се користио у њиховој операцији, под именом Еквејшон драг и Грејфиш, био је у стању да репрограмира хард диск фирмваре-а. Због напредне технологије као и велике тајности групе, сумња се да имају везе са НСА, али Касперски лаб не може идентификовати чланове ове групе.

### Други злонамерни програми
Суочен са оптужбама у једном чланку у Блумберг њузу о неизвештавању
„о повезаности Русије са софистицираним шпијунским софтверима”, Јевгениј Касперски је поменуо на свом блогу своје извештаје о Црвеном октобру, Клауд атласу, Мини дјуку, Космик дјуку,
Епик терли,
Пенгвин терли, Блек енерџију 1
и 2,
Агенту БТЗ
и Тим спају, те додао: „По мишљењу неких посматрача, ови напади су били приписани руским сајбер шпијунима.”
Програми неповезани са Русијом:
- Плави термит[63]
- Маска (Careto)
- Даркхотел

## Патенти
Од јуна 2015. године, Касперски лаб има 322 патента у Русији, САД, Кини и Европи. Компанија има још 301 пријаву патената који се налазе на разматрању у великом броју земаља.